# Krásná (Kraslice)

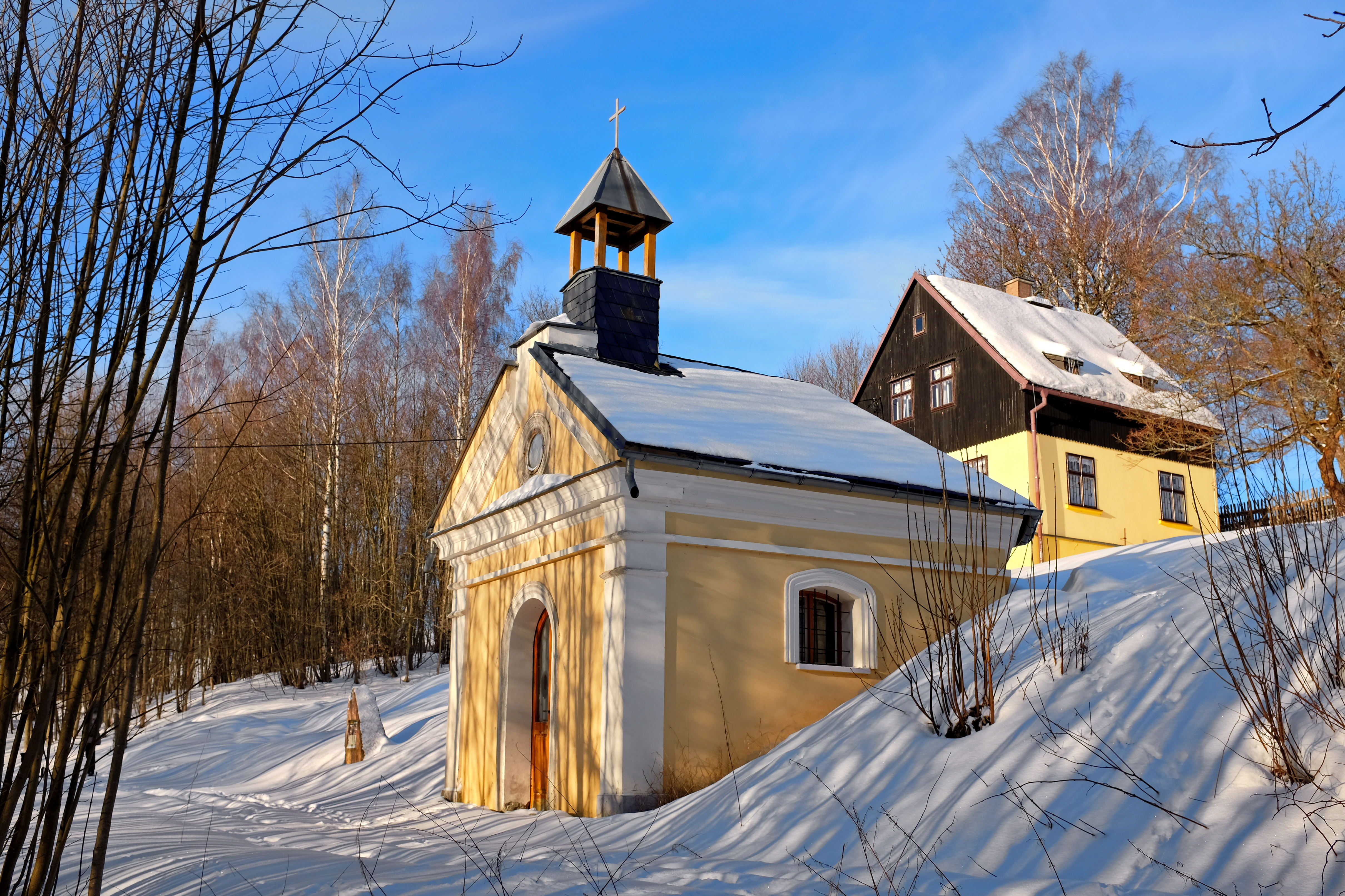
Kapelle in Krásná

Krásná (deutsch Schönwerth) ist ein Ortsteil der tschechischen Stadt Kraslice. 

## Geschichte
Viele Orte des Schönbacher Ländchens sind vom Kloster Waldsassen aus gegründet worden, die 1348 Rüdiger von Sparneck erwarb.
Nach dem Münchner Abkommen wurde der Ort dem Deutschen Reich zugeschlagen und gehörte bis 1945 zum Landkreis Graslitz.
Schönwerth zählte 1939 noch 1027 Einwohner. Mit der Vertreibung der Deutschen aus der Tschechoslowakei 1946 fiel die Einwohnerzahl drastisch.

### Eingemeindungen
Im Jahr 1960 wurde Krásná nach Kraslice eingemeindet.

### Einwohnerentwicklung
| Jahr | Einwohnerzahl |
| ---- | ------------- |
| 1869 | 685           |
| 1880 | 734           |
| 1890 | 730           |
| 1900 | 815           |
| 1910 | 1077          |

| Jahr | Einwohnerzahl |
| ---- | ------------- |
| 1921 | 976           |
| 1930 | 1100          |
| 1950 | 166           |
| 1961 | 164           |
| 1970 | 151           |

| Jahr | Einwohnerzahl |
| ---- | ------------- |
| 1980 | 125           |
| 1991 | 103           |
| 2001 | 104           |
| 2011 | 106           |

## Persönlichkeiten
- Reinhard Kühnl (1936–2014), deutscher Politikwissenschaftler